# White noise (kunstwerk)
White noise is een lichtkunstwerk op de Telecomtoren Zuidas in Amsterdam-Zuid.
Het betreft een lichtinstallatie "Handschrift van het universum". Het werk van Giny Vos werd op 2009 in werking gesteld. Vos (in eigen woorden) omschreef het als een constant bewegend beeld in de uitvoering van meer dan 1000 computergestuurde LEDs in weergave van planeten, sterren, meteorieten en explosies. Dit wordt afgewisseld met in code staande letters en cijfers, hetgeen een weergave is van communicatie. Alles vindt plaats vanuit vijf platforms. Vos liet zich inspireren door het gebruik van de toren, zelfstudie in astronomie en kosmologie en heeft ook Vincent Icke geraadpleegd. Talloze foto’s van het heelal gingen door haar vingers. 
De opdracht kwam het Virtueel Museum Zuidas, Vos werkte er twee jaar aan en moest daarbij rekening houden met omwonenden, die vreesden voor meer lichtvervuiling. Een van de reden tot plaatsing was dat de communicatietoren, in Amsterdam bekend als KPN-toren of Cellnex-toren  in 2008 verhoogd was om te blijven functioneren. In verband met de bouw op de Zuidas met al haar hoogbouw, dreigde de toren haar functie te verliezen. De toren werd met 38 meter verhoogd tot 148 meter onder begeleiding van architect Christof Schwencke. 
Het lichtwerk stokte in 2018, de LEDs stonden bloot aan weersinvloeden. Herstel begon in 2018 en kon pas afgerond worden in december 2020. Reparatie werd geplaagd door defecte liften, missende onderdelen en de coronapandemie. Restauratie werd mede bekostigd door Cellnex in samenwerking met gemeente en de firma Rena.
De kunstenares won er in 2009 de Amsterdamse Straatkunstprijs mee.
In Amsterdam zijn meerder kunstwerken van Giny Vos te vinden, echter meestal inpandig geplaatst. The white cube in de Nieuwezijds Armsteeg is echter juist geplaatst vanwege haar zichtbaarheid.